# André Ossemer
André Scotti Ossemer (Criciúma, 31 januari 1982) is een Braziliaans voetballer die in het seizoen 2006/07 bij FC Zwolle onder contract stond. Hij is een aanvaller.
Hij tekende in januari 2007 bij Zwolle en verliet de club in de zomer van 2007. Daarna speelde hij in Maleisië.

## Statistieken
| Seizoen | Club      | Land      | Competitie     | Wed. | Goals |
| ------- | --------- | --------- | -------------- | ---- | ----- |
| 2006/07 | FC Zwolle | Nederland | Eerste divisie | 11   | 2     |
| Totaal  | Totaal    | Totaal    | Totaal         | 11   | 2     |